# Alexander Barrow
Alexander Barrow (ur. 27 marca 1801 w Nashville, zm. 29 grudnia 1846 w Baltimore) – amerykański polityk.

## Życiorys
Urodził się 27 marca 1801 w Nashville. Ukończył akademię West Point, a następnie studiował nauki prawne i w 1822 roku został przyjęty do palestry. Przeniósł się do Luizjany, gdzie rozpoczął prywatną praktykę prawniczą. Po pewnym czasie został plantatorem i członkiem legislatury stanowej. W 1840 roku został wybrany do Senatu, z ramienia Partii Wigów. Mandat senatora pełnił od 1841 roku do śmierci 29 grudnia 1846 w Baltimore.